# Omolade Akinremi
Omolade „Lade“ Akinremi (* 13. September 1974) ist eine ehemalige nigerianische Sprinterin und Hürdenläuferin, die sich auf die 400-Meter-Distanz spezialisiert hat. Sie wurde siegte zweimal über 400 m Hürden bei den Afrikaspielen sowie zweimal mit der nigerianischen 4-mal-400-Meter-Staffel. Im Staffelbewerb wurde sie auch dreimal Afrikameisterin und zählt damit zu den erfolgreichsten Sprinterinnen der 90er Jahre. Auch ihre Zwillingsschwester Omotayo Akinremi war als Leichtathletin aktiv.

## Sportliche Laufbahn
Erste internationale Erfahrungen sammelte Omolade Akinremi vermutlich im Jahr 1990, als sie bei den Juniorenweltmeisterschaften in Plowdiw in 56,97 s die Bronzemedaille im 400-Meter-Hürdenlauf gewann und mit der nigerianischen 4-mal-400-Meter-Staffel im Finale disqualifiziert wurde. Anschließend gewann sie bei den Afrikameisterschaften in Kairo in 57,97 s die Silbermedaille über 400 m Hürden hinter der Marokkanerin Nezha Bidouane und siegte im Staffelbewerb in 3:40,04 min gemeinsam mit ihrer Zwillingsschwester Omotayo Akinremi, Charity Opara und Fatima Yusuf. Im Jahr darauf gewann sie bei den Afrikaspielen ebendort in 58,16 s die Silbermedaille im Hürdenlauf hinter der Ivorerin Marie Womplou. 1992 gewann sie bei den Afrikameisterschaften in Belle Vue Maurel in 53,14 s die Bronzemedaille im 400-Meter-Lauf hinter ihrer Schwester Omotayo Akinremi und Aïssatou Tandian aus dem Senegal und sicherte sich auch über 400 m Hürden in 57,43 s die Bronzemedaille hinter der Südafrikanerin Myrtle Bothma und Nadia Zétouani aus Marokko. Zudem siegte sie im Staffelbewerb in 3:33,13 min gemeinsam mit Omotayo, Taiye Akinremi und Airat Bakare. Anschließend wurde sie beim IAAF World Cup in Havanna in 3:31,90 min Dritte im Staffelbewerb. Im Jahr darauf belegte sie bei der Sommer-Universiade in Buffalo in 58,47 s den siebten Platz über 400 m Hürden und gewann mit der Staffel in 3:34,97 min die Bronzemedaille hinter den Teams aus den Vereinigten Staaten und Kuba. Zudem verpasste sie bei den Weltmeisterschaften in Stuttgart mit 3:33,12 min den Finaleinzug mit der Staffel. Zudem siegte sie bei den Afrikameisterschaften in Durban in 3:33,21 min erneut im Staffelbewerb. 1994 schied sie bei den Commonwealth Games in Victoria mit 53,20 s im Halbfinale über 400 Meter aus und wurde im Staffelbewerb disqualifiziert. Auch beim IAAF World Cup in London wurde sie mit der Staffel disqualifiziert.
1994 schied sie bei den Weltmeisterschaften in Göteborg mit 57,07 s im Halbfinale über 400 m Hürden aus und belegte mit der Staffel in 3:27,85 min im Finale den sechsten Platz. Anschließend belegte sie bei den Studentenweltspielen in Fukuoka in 56,11 s den vierten Platz über 400 m Hürden und gelangte mit der Staffel mit 3:33,30 min auf Rang fünf. Zudem siegte sie bei den Afrikaspielen in Harare in 56,1 s über 400 m Hürden und siegte mit der Staffel in 3:27,51 min gemeinsam mit Caroline Avbovbede, Saidat Onanuga und Fatima Yusuf. Im Jahr darauf nahm sie an den Olympischen Sommerspielen in Atlanta teil und schied dort mit 56,83 s in der ersten Runde über 400 m Hürden aus. 1999 belegte sie bei den Afrikaspielen in Johannesburg in 59,53 s den sechsten Platz über 400 m Hürden und 2003 siegte sie in 56,98 s bei den Afrikaspielen in Abuja. Anschließend gewann sie bei den Militärweltspielen in Catania in 54,44 s die Bronzemedaille über 400 Meter hinter der Tunesierin Awatef Ben Hassine und Olga Maksimowa aus Russland. Zudem sicherte sie sich über 400 m Hürden in 58,82 s die Silbermedaille hinter der Lettin Irêna Žauna. Als Mitglied der United States Air Force wurden ihre Medaillen den Vereinigten Staaten zugerechnet. Im Jahr darauf belegte sie bei den Afrikameisterschaften in Brazzaville in 59,08 s den siebten Platz über 400 m Hürden und 2005 beendete sie ihre aktive sportliche Karriere im Alter von 30 Jahren.
In den Jahren 1996, 2001 und 2005 wurde Akinremi nigerianische Meisterin im 400-Meter-Hürdenlauf.

## Persönliche Bestleistungen
- 400 Meter: 53,12 s, 13. April 1996 in Azusa
- 400 m Hürden: 55,44 s, 1995